# Vaclovas Lapė
Vaclovas Lapė (* 10. September 1934 in Patyriai, Rajon Plungė; † 20. Januar 2009 in Litauen) war ein litauischer Politiker und Landwirtschaftsmanager.

## Leben
1956 absolvierte Lapė das Technikum für Landwirtschaft in Klaipėda und arbeitete danach als Tierarzt in der Rajongemeinde Jonava. Von 1958 bis 1978 leitete er den Kolchos in Pauliukai und von 1978 bis 1992 den Kolchos in Žeimiai. 1992 war er stellvertretender Landwirtschaftsminister Litauens in der Regierung von Aleksandras Abišala und von 1992 bis 2000 Mitglied des Seimas.
Ab 1993 war Lapė Mitglied von Tėvynės sąjunga. Später war er Vorsitzender der Gemeinde Žeimiai.

## Familie
Mit seiner Frau Birutė Lapienė hatte Lapė die Töchtern Rima und Dalia sowie den Sohn Remigijus.